# 南矢島町
南矢島町（みなみやじまちょう）は、群馬県太田市にある地名（町丁）。郵便番号は373-0861。

## 概要
沢野地区にある町丁。

## 地理

### 近隣町丁
- 西矢島町
- 高林寿町
- 東矢島町

## 世帯数と人口
2022年（令和4年）3月31日現在の世帯数と人口は以下の通りである。
| 町丁     | 世帯数   | 人口   |
| -------- | -------- | ------ |
| 南矢島町 | 1027世帯 | 2330人 |

## 交通

### 鉄道
町内に鉄道は通っていない。

### 道路
- 国道407号
- 群馬県道142号綿貫篠塚線

## 施設
- ミニストップ太田南矢島町店
- ニトリ太田店
- ドミノ・ピザ南矢島店
- 餃子の王将太田高林店